# Faïence de Langeais
La faïence de Langeais est une céramique utilitaire et surtout décorative, qui a été produite à Langeais (Indre-et-Loire) du début des années 1840 à 1919.

## Historique

### Géologie
Ce sont les couches argileuses du Sénonien, notamment celles qui se trouvent au hameau de La Rouchouze (ou La Rouchouse), qui ont motivé l'implantation d'un artisanat puis d'une industrie de la céramique à Langeais,,.

### Fondation et développement industriel: Charles de Boissimon
Issu d'une lignée de militaires, Charles Héard de Boissimon naît le 10 mai 1817 à Saint-Clément-des-Levées (Maine-et-Loire), où son père possède une usine de carreaux de céramique et de tuiles. 
En 1839, Charles de Boissimon s'associe avec son oncle maternel par alliance Julien Boislève pour fonder une entreprise de fabrication de briques et carreaux. Ils investissent dans la construction d'un four à Langeais, ville réputée pour ses carrières d'argile et son activité liée à la céramique ordinaire et réfractaire, et dont Casimir Boislève, frère de Julien, est le maire depuis 1830,. L'implantation est choisie en fonction de critères logistiques : proximité de la Loire, voie de transport, puis de la voie ferrée à partir de 1848.
C'est en 1842 que commence la production de faïence d'ornement, qui sera majoritaire à partir de 1850, mais toujours menée en parallèle avec celle de produits réfractaires,. Charles de Boissimon a vraisemblablement poursuivi les relations amorcées par son père avec Alexandre Brongniart, directeur de la manufacture de Sèvres, qui étudie l'argile de la Rouchouze en 1843-1844.
Le nombre d'ouvriers croit régulièrement : 60 en 1846, 133 en 1863. Cependant, après quelques déboires financiers liés à des diversifications hasardeuses, les deux associés se séparent et Charles de Boissimon reste seul à la tête de l'entreprise, jusqu'à sa mort en 1879.

### Poursuite de l'exploitation
Son fils Raoul de Boissimon reprend le flambeau, mais dans un contexte de concurrence plus difficile, et il meurt prématurément. Dans le cadre d'une tutelle de leur fils mineur, son épouse continuera un certain temps l'activité, avant de céder en 1909 l'entreprise, qui poursuivra les fabrications sous le nom Dargouge & Granboulan jusqu'en 1919.  Àprès cette date, seuls les produits réfractaires seront conservés.

## Outils de production
Après l'investissement des fours, une machine à vapeur en 1846, et à partir de 1852, une roue hydraulique sur la Roumer, permettent d'actionner certaines machines de production. Avant le développement du chemin de fer, l'entreprise s'est dotée de deux chalands pour le transport sur la Loire du charbon et de la production.

## Caractères stylistiques

### Techniques de formage
Formes tressées : colombins assemblés par de la barbotine ou par une couche d'émail.
Formes moulées : par utilisation de moules en plâtre.

### Techniques de décors
Pâtes colorées : par des oxydes métalliques.
Pâte colorée sur pâte blanche.
Décors peints à la main, ou en impression.
Décors au platine : c'est cette technique qui démarque le plus la faïence de Langeais des productions concurrentes, et qui est encore la plus connue. Charles de Boissimon, constatant que le platine était alors  nettement moins cher que l'or ou l'argent, dépose en 1862 un brevet d'invention qu'il exploitera pour produire des « décors blancs crémeux à rehaut de platine »,.

### Couleurs
Les couleurs vont du blanc crémeux au noir, en passant par toutes les nuances de couleurs primaires et secondaires, rehaussées ou non de platine, ainsi que le bleu de cobalt utilisé vers la fin de vie de Charles de Boissimon,.

### Objets produits
La liste des objets produits, qu'ils soient utilitaires ou décoratifs, est très longue :
Utilitaires :
pots à tabac, pots à cigares, pots à pipes
pots à eau et à lait, cafetières, théières, bols et tasses, chopes, assiettes, sucriers, boîtes à épices, soupières, saucières, terrines, coupes à fruits, beurriers, lampes
Décoratifs :
vases, jardinières, bouquetières
cache-pots, corbeilles, vide-poches
suspensions

### Les marques
Chronologiquement, la marque la plus fréquente est constituée des initiales CB (Charles de Boissimon), puis DG (Dardouge & Granboulan).

## Expositions

### Du vivant de Charles de Boissimon
Les faïences de Langeais ont recueilli des récompenses aux expositions qui se sont tenues dans les villes suivantes :
- Tours : 1841, 1844
- Angers : 1843, 1848, 1853, 1855
- Paris : 1844, 1849, 1867 (Exposition universelle de 1867), 1878 (Exposition universelle de 1878),  et participation sans récompense à l'Exposition universelle de 1855
- Orléans : 1845
- Londres : 1851 (Exposition universelle de 1851 au Crystal Palace)[23]

### AuXXIesiècle

#### Expositions permanentes
- Musée du Savignéen à Savigné-sur-Lathan[24]
- Musée Loire et métiers à Saint-Clément-des-Levées[25]
- Faïence de Langeais au musée Henri-Mathieu (Bruyères, Vosges)
- Faïence de Langeais au musée de la Franc-maçonnerie (Paris)

#### Expositions temporaires
- Musée du Carroi à Chinon : 2014-2015[26]
- Espace culturel La Douve à Langeais : 2017[27],[28]

## Galerie

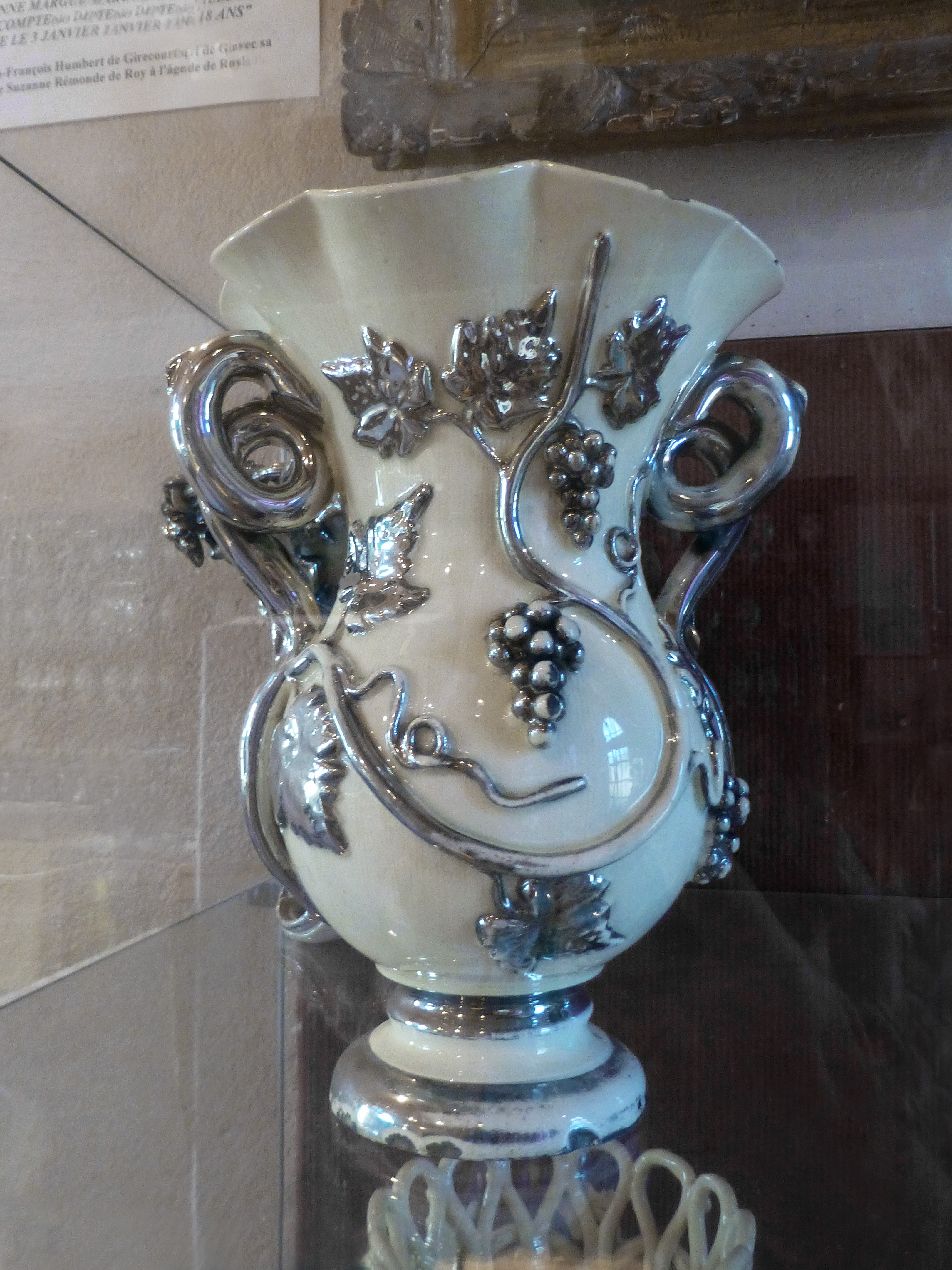
Faïence de Langeais. Vase au décor recouvert de platine
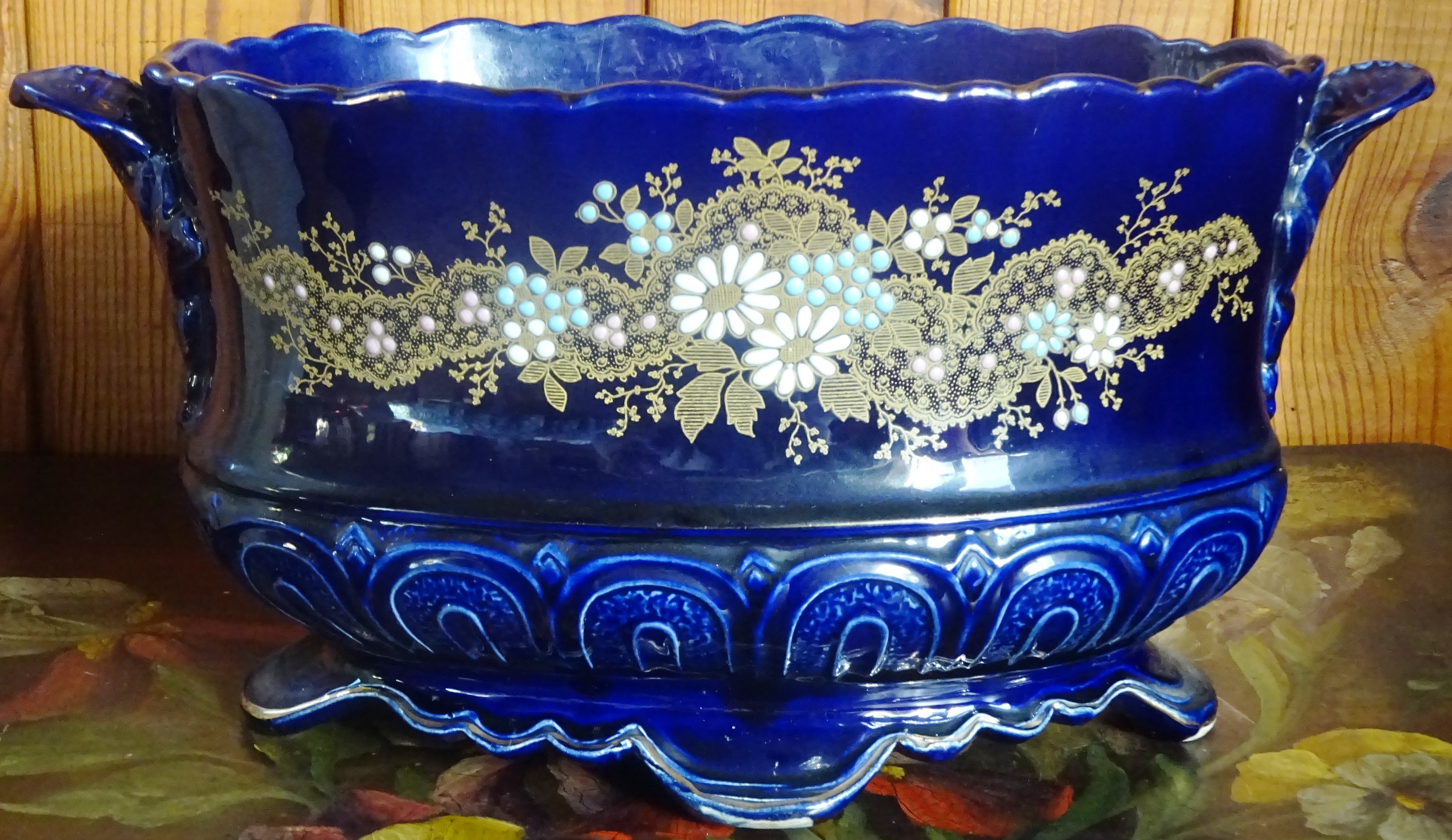
Faïence de Langeais. Jardinière bleue à décor doré et émaux
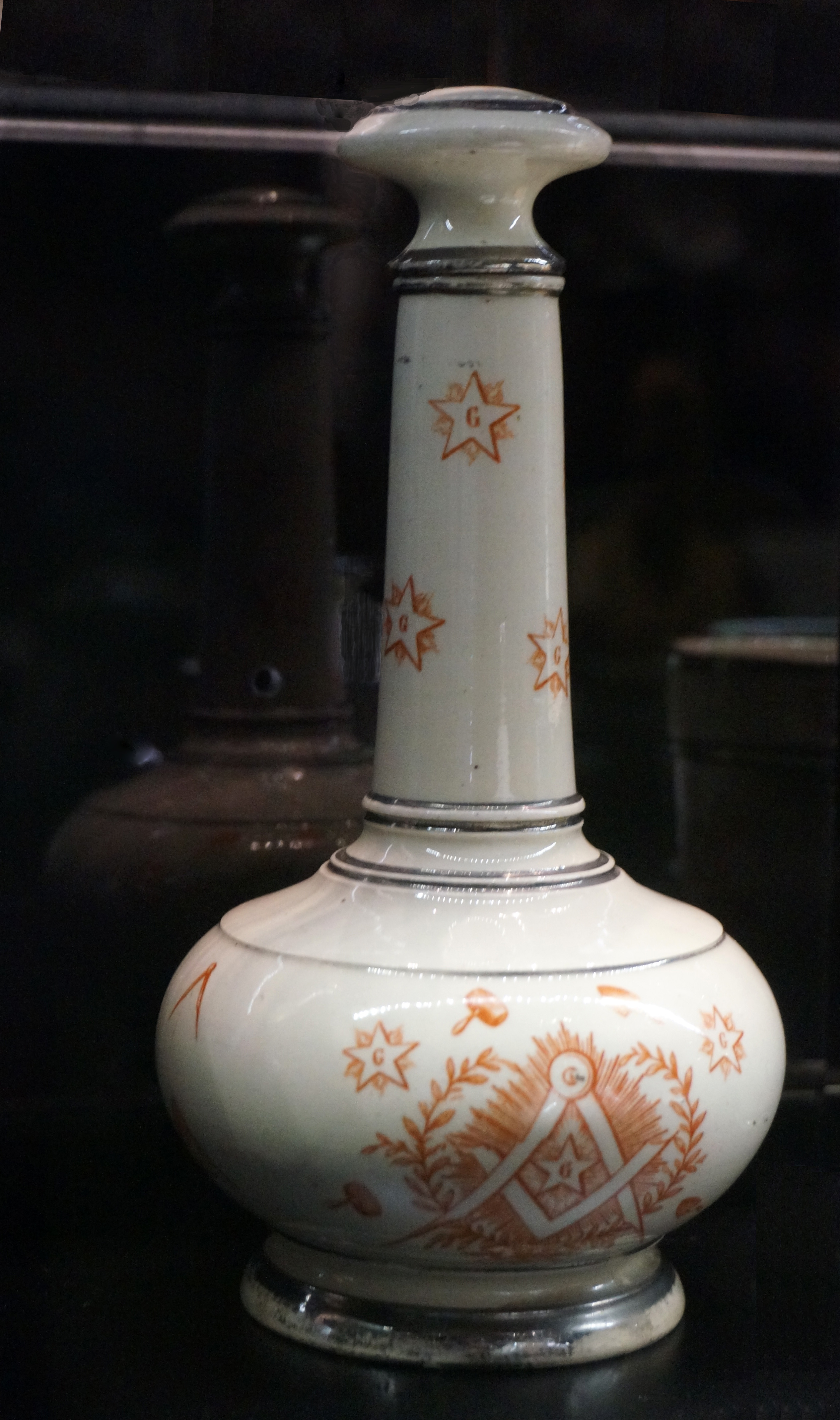
Faïence de Langeais. Vase au corps renflé